# Солнечное затмение на Юпитере

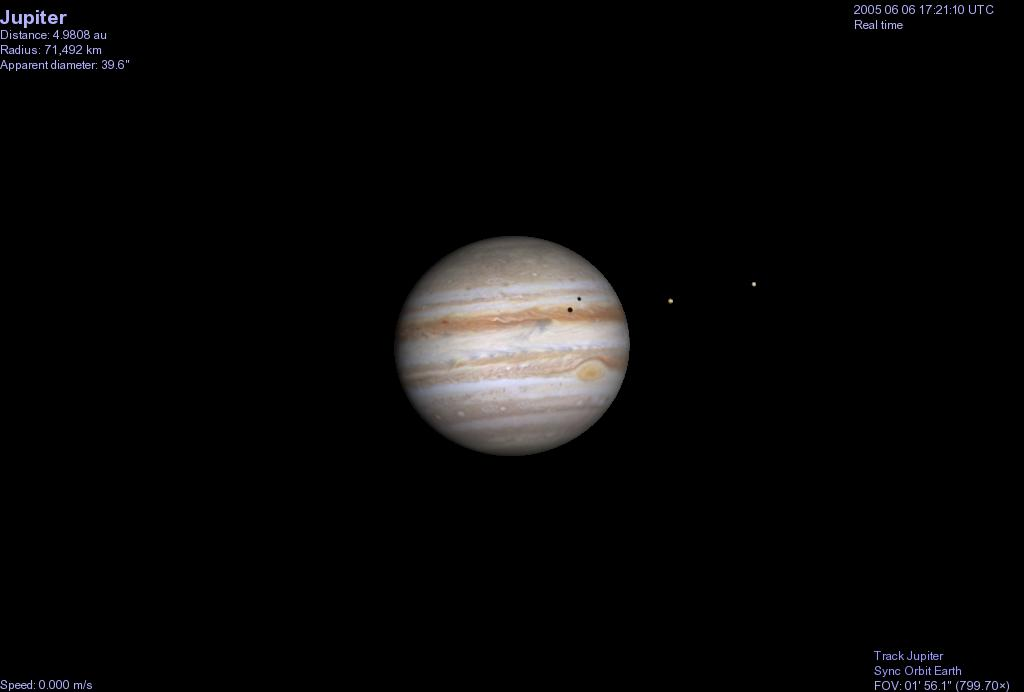
Тени на Юпитере от двух его спутников 6 июня 2005 года (смоделированное на компьютере изображение).

Движение Ио вокруг Юпитера 10 февраля 2009 года. В тех местах Юпитера, куда падает тень Ио, наблюдается солнечное затмение. Смоделированная анимация явления, каким бы оно выглядело для земного наблюдателя

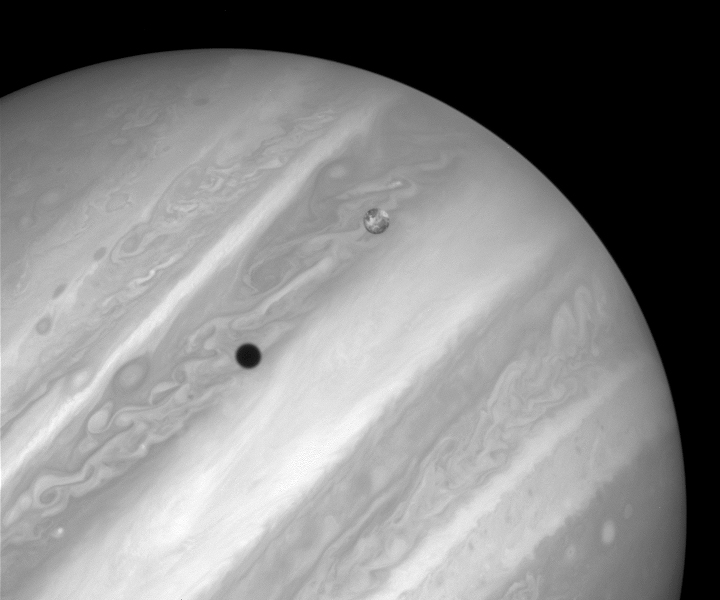
Изображение Юпитера и Ио, полученное телескопом Хаббл 24 июля 1996 года.

Солнечное затмение на Юпитере — астрономическое явление, когда один из естественных спутников Юпитера проходит перед Солнцем, блокируя его свет. Если при наблюдении с Юпитера спутник имеет угловой размер меньше, чем Солнце, то он может проходить по диску Солнца. Если спутник имеет угловой размер больше, чем Солнце, он может затмевать Солнце.
При наблюдении с Юпитера Солнце могут полностью заслонять всего 4 объекта: Ио, Европа, Ганимед и Каллисто. Все остальные имеют угловой размер меньше Солнца вследствие небольших размеров или большого расстояния и могут только проходить по диску Солнца. Большинство внешних спутников имеют большие наклонения орбиты, вследствие чего прохождение наблюдается редко.
Когда четыре самых крупных спутника Юпитера затмевают Солнце, их тень на Юпитере может наблюдаться с Земли в телескопы.
Солнечные затмения на Юпитере — явление не редкое, поскольку Юпитер очень большой и наклоны плоскостей орбит его внутренних спутников очень малы, вследствие чего практически на каждом витке каждого из спутников где-нибудь на Юпитере происходит затмение.
Космические челноки и аппараты, в числе которых Пионер-10 и Пионер-11 (1973 и 1974 года), Вояджер-1 и Вояджер-2 (1979), Галилео (1995-2003 года), Кассини-Гюйгенс (2000) и космический аппарат Новые горизонты (2007) фиксировали солнечные затмения на Юпитере, прохождения спутников Юпитера, а также их затмения.